# Мишланов, Виталий Юрьевич
Виталий Юрьевич Мишланов (род. 16 марта 1967 года, Пермь, СССР) — российский терапевт, пульмонолог, доктор медицинских наук (2002), профессор (2009), член-корреспондент РАН (2016).

## Биография
В 1990 году окончил лечебный факультет Пермского государственного медицинского института, в 1991 году — интернатуру на базе Пермской областной клинической больницы и работал врачом-гематологом, иммунологом, ответственным специалистом по профилактике и борьбе с ВИЧ-инфекцией, с 1992 года — врач-аллерголог.
С 1995 года работает в Пермской государственной медицинской академии (сейчас — Пермский государственный медицинский университет), где прошел путь от ассистента до заведующего кафедрой пропедевтики внутренних болезней (с 2007 года). В 1996 году защитил кандидатскую диссертацию «Клинико-иммунологические параллели и обоснование программы противовоспалительной терапии у больных бронхиальной астмой».
В 2002 году защитил докторскую диссертацию «Клинико-гомеостатические и терапевтические аспекты у больных воспалительными заболеваниями системы дыхания», в 2009 году присвоено учёное звание профессора.
С 2012 года — профессор кафедры компьютерных систем и телекоммуникаций физического факультета Пермского государственного университета.
С 2015 года — главный внештатный пульмонолог Министерства здравоохранения Пермского края.
28 октября 2016 года избран членом-корреспондентом РАН по Отделению медицинских наук.
Жена — российский лингвист, заведующая кафедрой лингводидактики Пермского университета С. Л. Мишланова (род. 1965).

## Научная деятельность
Научные интересы связаны с проблемами клинической иммунологии, аллергологии, пульмонологии, кардиологии, развитием учения о воспалении и атеросклерозе.
Вместе с заслуженным деятелем науки РФ, профессором А. В. Туевым является автором новой белково-лейкоцитарной теории атерогенеза. Обосновал существование, физиологическое и патологическое значение липидвысвобождающей способности лейкоцитов, разработал методику изучения процессов атерогенеза in vitro и методику медикаментозного удаления атеросклеротических бляшек.
Активно разрабатывает методы клинической диагностики с применением электроимпедансного анализа, в том числе впервые предложил методы электроимпедансной спирометрии, электроимпедансной кардиометрии, иммуноимпедансного анализа, электроимпедансного исследования биохимического состава биологических жидкостей.
Разработал одну из первых высокоэффективных интерактивных автоматизированных систем клинической диагностики «Электронная поликлиника» и обосновал принципы развития систем искусственного интеллекта в медицинской диагностике.
Автор более 200 научных трудов с индексом научного цитирования 190, индексом Хирша 6, в том числе 4 монографии, 3 учебно-методических пособия с грифом УМО, 6 методических рекомендаций.
Под его руководством защищено 2 докторские и 14 кандидатских диссертаций.